# Deutschland: Finden Sie Minden
Deutschland – Finden Sie Minden? ist ein Brettspiel von Günter Burkhardt für 2–5 Spieler. Es erschien 2007 bei Kosmos.

## Inhalt
- 1 Spielplan (Reliefkarte Deutschlands und angrenzender Länder)
- 1 Ortsanzeiger
- 1 Übersichtskarte
- 5 Tippkarten
- 224 Karten mit Städten, Naturräumen und Sehenswürdigkeiten:
  - 58 gelbe Städtekarten
  - 80 orange Ortskarten
  - 45 grüne Naturräume
  - 41 blaue Profikarten (nur für das Profispiel)
- 5 Spielfiguren (blau, gelb, orange, schwarz und weiß)
- 20 Holzwürfel (je 4× blau, gelb, orange, schwarz und weiß)
- 10 Chips
- 1 Spielregel (3 Seiten Text und 3 Seiten mit einer in 2 Teile geteilten Deutschlandkarte)

## Beschreibung
In diesem Spiel sind die Geographiekenntnisse der Spieler gefragt. Vor einer Runde wird pro Spieler eine Karten offen ausgelegt, von denen die Spieler reihum eine wählen, wobei der am schlechtesten platzierte oder am Anfang jüngste Spieler zuerst und der führende bzw. älteste Spieler zuletzt wählen darf. Die Spieler haben aber die Möglichkeit durch Abgabe eines Chips die Karte abzugeben und eine Karte vom verdeckten Nachziehstapel zu nehmen, wobei hier auch der zurückliegende Spieler das Recht hat dies als Erster in Anspruch zu nehmen.
Jeder Spieler versucht nun durch Platzierung seiner Holzwürfel auf seiner Tippkarte den Ort in Deutschland so genau wie möglich zu lokalisieren. Als Hilfe dienen dabei einige größere Städte, die Grenzen der Bundesländer und die Flüsse. Dabei muss er zuerst entscheiden ob er westlich oder östlich des 10. Längengrades liegt. In einer 2. Stufe kann er den Ort dem Norden (nördlich des 52. Breitengrades), der Mitte (zwischen 52. und 50. Breitengrad) oder dem Süden (südlich des 50. Breitengrades) zuordnen. Jede dieser 3 Regionen ist dann wiederum in 10 (Mitte) oder 15 (Norden und Süden) Quadrate unterteilt und diese nochmals in vier Quadrate. Gelingt es einem Spieler den Ort in allen Stufen zu lokalisieren erhält er pro Stufe einen Punkt, liegt er aber nur in einer Stufe falsch, erhält er keine Punkte. Deshalb sollte man sich gut überlegen, ob man den letzten Stein auch einsetzt, wenn man sich nicht sehr sicher ist. Auch bei der Auswertung beginnt der Spieler, der am weitesten hinten liegt  oder am Anfang der jüngste Spieler und rückt seine Spielfigur auf der am Rand des Spielplans befindlichen Punkteleiste vor, wobei er durch andere Spieler besetzte Punktfelder nicht mitzählt und so ggf. Punkte gut macht. Dann folgen die anderen Spieler gemäß dem Stand ihrer Spielfigur.
Die einzelnen Orte sind zudem in unterschiedliche Schwierigkeitsstufen unterteilt, um eine Karte behalten zu dürfen müssen 2 bis 4 der Tipps stimmen. Dies ist bedeutend für die Schlusswertung, da Spieler, die mehr Karten einer Schwierigkeitsstufe gesammelt haben, dann weitere Punkte erhalten.
Das Spiel endet sobald ein Spieler den orangefarbigen Bereich der Punkteleiste erreicht hat. Nun zählen die Spieler die Karten jeder Farbe, die sie behalten haben. Wer die meisten Karten einer Farbe besitzt zieht seine Figur 5 Felder vor, bei einem Gleichstand jeder beteiligte Spieler 2 Felder. Wer danach am weitesten vorne ist, hat das Spiel gewonnen.

## Varianten
In der Spielregel werden zwei Varianten angeboten:
- Ein Spieler, der bereits seinen Chip zum Tauschen verwendet hat, kann durch Abgabe eines Spielsteins einen weiteren Tausch machen, kann dann aber weniger Tipps abgeben.
- Die Spieler erhalten einen zweiten Chip und können diesen nutzen, um den Tipp eines Spielers anzuzweifeln. Haben sie Recht, erhalten sie einen Punkt und den Chip zurück, hatte der andere Spieler aber richtig getippt, erhält er den Chip.

In der Spielbox-Ausgabe 3/07 wurde in der Rubrik „Besser spielen“ die Variante „Mehr Chancen für Vielwisser“ veröffentlicht.

## Besonderes
Im Februar 2009 erschien Europa – Venedig ist ja klar, aber wo liegt Nessebar?, 2010 eine Mitbring-Version mit nur 80 Karten für 2 bis 4 Spieler und 2013 Die Welt – Singapur, wo liegt das nur? vom gleichen Autor, sowie 2015 Österreich - Finden Sie Winden? in Zusammenarbeit mit Walter Schranz.

## Spielkritiken
- Spielbox Ausgabe 3/07 („Einstellungstest für Paketzusteller“)